# Roi d'Abomey

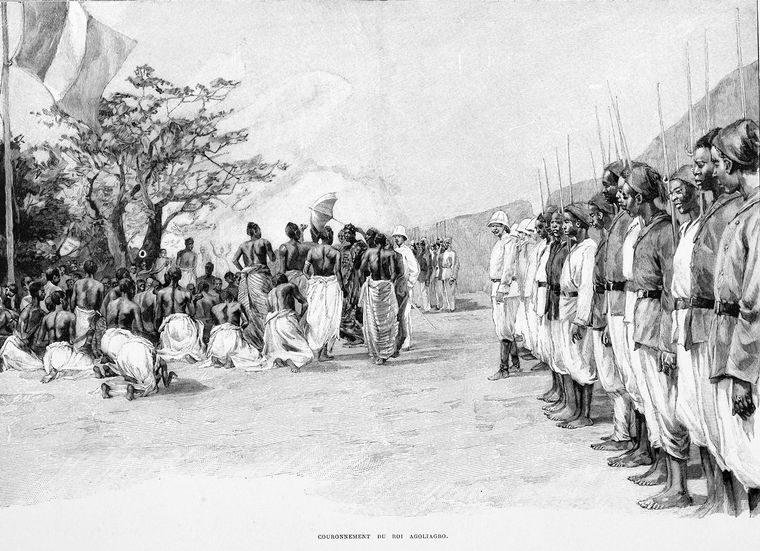
Couronnement du roi Agoli-Agbo.

La dynastie des rois d'Abomey compte 14 souverains qui ont régné sur le royaume du Danhomè (dans l'actuel Bénin) entre 1600 et 1900. Plusieurs sources anciennes n'en dénombrent que 13, « oubliant » la reine Hangbè, au pouvoir pendant trois ans. Abomey était la capitale historique de ce royaume.

## Généralités
Le totem des rois d'Abomey est le léopard, cependant, chaque souverain a sa propre devise à laquelle sont associés des symboles. Leur nom est tiré de phrases métaphoriques liées à leur vision ou leur projet,.
La croyance populaire revêt le roi d’un caractère sacré et le dote de pouvoirs mystiques et religieux. Ceci se reflète dans les nombreux titres qui lui ont été attribués, tels que : Dada (père de toute la communauté), Dokoùnnon (détenteur et dispensateur de biens), Sèmèdo (maître du monde), Aïnon (maître de la terre), Jèhộssou (maître des perles)… 
Étant considéré comme sacré, la coutume veut que ses sujets ne puissent s'approcher de lui qu'en se prosternant, en signe de respect, la poitrine et les pieds nus.

## Symbolique et pouvoir

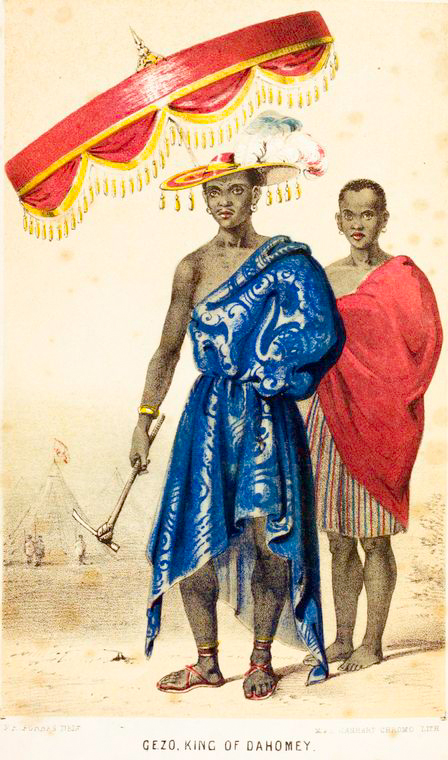
Le parasol (awè), attribut royal (Ghézo).

On distingue 7 insignes du pouvoir royal, chacune ayant une signification particulière :
- Le kataklè (tabouret tripode) et les afokpa (sandales) légitiment le roi nouvellement élu
- Le avotita (pagne tissé et décoré de motifs appliqués), le awè (parasol), le makpo (récade) indispensables lors de la présentation au public
- Le sộ (fusil) et le hwi (sabre) renvoient au caractère guerrier du roi

La récade est l'emblème qui permet de représenter le roi où qu'il soit, ainsi qu'après sa mort.

## Chronologie des rois d'Abomey
Les dates de règne ci-dessous s'appuient sur les travaux les plus récents, publiés à l'occasion de l'exposition Artistes d'Abomey au musée du quai Branly en 2009.
| Nom (Règne)                  | Symbole(s)                                   | Devise | Notes |
| ---------------------------- | -------------------------------------------- | --- | --- |
| Gangnihessou (1600 – 1620)   | Oiseau, tambour                              | Je suis l'oiseau le plus gros et le tambour le plus sonore. On ne peut empêcher l'oiseau de chanter ni le tambour de résonner.                                                               | Historiquement il n'est pas entièrement établi qu'il ait effectivement régné avec le titre de roi, il se pourrait simplement qu'il ait été un chef influent présidant aux affaires du royaume. |
| Dakodonou (1620 – 1645)      | Jarre, massue de guerre                      | Dako tue Konou aussi facilement qu'il brise une jarre d'indigo. | Selon la légende, Dakodonou prit le pouvoir alors que son frère, le premier roi du Dahomey (Gangnihessou), était hors de la capitale.                                                          |
| Aho Houegbadja (1645 – 1685) | Poisson, nasse, houe en forme de massue      | Le poisson qui a échappé à la nasse n'y retourne pas. | Houégbadja était le premier de la dynastie à instaurer le royaume du Dahomey : il fonda la cité en construisant son palais (nommé Agbome qui signifie au milieu des remparts).                 |
| Houessou Akaba (1685-1708)   | Phacochère, sabre ou caméléon                | Quand le phacochère regarde vers le ciel, il se fait égorger. Lentement, doucement, le caméléon atteint la cime du fromager.                                                                 | Il a fixé les institutions du pouvoir et les rituels d’intronisation du roi d’Abomey. |
| Tassin Hangbè (1708-1711)    |                                              | | Sœur jumelle d'Akaba, Hangbè est la seule reine du Danhomè. |
| Agadja (1711-1740 ?)         | Caravelle                                    | Personne ne peut mettre le feu à un grand arbre abattu avec toutes ses branches, il faut d'abord le couper.                                                                                  | Il conquit le royaume d’Allada en et celui de Savi avec sa capitale économique Ouidah. |
| Tegbessou (1740 ? -1774)     | Buffle paré d'une tunique                    | Rien ne peut forcer le buffle à retirer sa tunique. | |
| Kpengla (1774-1789)          | Oiseau et fusil                              | L'oiseau agité attaque les autres oiseaux. | Sa figure apparaît dans la bande dessinée historique Les Passagers du vent. |
| Agonglo (1789-1797)          | Ananas                                       | La foudre frappe le palmier, mais jamais l'ananas qui est près du sol. | |
| Adandozan (1797-1818)        | La natte de la colère                        | La colère a étendu sa natte et personne ne peut la replier. | Il a été renversé pour s'être opposé à la traite négrière par Francisco de Souza |
| Ghézo (1818-1858)            | Jarre trouée ou buffle                       | Si chacun de vous, fils de cette nation, peut boucher un trou avec son doigt, la jarre retiendra l'eau. Ou Le buffle puissant traverse le pays et rien ne peut l'arrêter ou s'opposer à lui. | Il attaqua les Yorouba et se libèra du tribut dû à l’État d’Oyo. |
| Glélé (1858-1889)            | Lion                                         | Le lionceau sème la terreur parmi ses ennemis dès que ses dents ont poussé. | Glèlè, par un traité signé le 19 mai 1868, céda Cotonou aux Français. |
| Béhanzin (1889-1894)         | Œuf, requin ,                                | Le monde tient l'œuf que désire la terre. Ou Je suis un requin. Je n'abandonnerai pas un pouce de mon royaume.                                                                               | Il lutta contre le processus d'expansion coloniale en son royaume. |
| Agoli-Agbo (1894-1900)       | Pied trébuchant contre un rocher, balai, arc | Prenez garde ! la dynastie des rois du Dan-Homé a trébuché mais n'est pas tombée. Ou : Le roi est comme un balai qui repousse ses ennemis.                                                   | |